# العلاقات البيلاروسية القبرصية
العلاقات البيلاروسية القبرصية هي العلاقات الثنائية التي تجمع بين روسيا البيضاء وقبرص.

## مقارنة بين البلدين
هذه مقارنة عامة ومرجعية للدولتين:
| وجه المقارنة                                              | روسيا البيضاء                    | قبرص                                                                 |
| --------------------------------------------------------- | -------------------------------- | -------------------------------------------------------------------- |
| المساحة (كم2)                                             | 207.60 ألف                       | 9.24 ألف                                                             |
| عدد السكان (نسمة)                                         | 9.50 مليون                       | 1.14 مليون                                                           |
| الكثافة السكانية (ن./كم²)                                 | 45.76                            | 123.38                                                               |
| العاصمة                                                   | مينسك                            | نيقوسيا                                                              |
| اللغة الرسمية                                             | اللغة البيلاروسية، اللغة الروسية | اليونانية الحديثة، اللغة التركية، لغة يونانية                        |
| العملة                                                    | روبل بلاروسي                     | يورو، جنيه قبرصي                                                     |
| الناتج المحلي الإجمالي (بليون دولار)                      | 54.44 مليار                      | 21.65 مليار                                                          |
| الناتج المحلي الإجمالي (تعادل القوة الشرائية) بليون دولار | 168.35 مليار                     | 26.73 مليار                                                          |
| الناتج المحلي الإجمالي الاسمي للفرد دولار أمريكي          | 5.74 ألف                         | 23.24 ألف                                                            |
| الناتج المحلي الإجمالي للفرد دولار أمريكي                 | 18.18 ألف                        | 30.24 ألف                                                            |
| مؤشر التنمية البشرية                                      | 0.798                            | 0.850                                                                |
| رمز المكالمات الدولي                                      | +375                             | +357                                                                 |
| رمز الإنترنت                                              | .by، .бел                        | .cy                                                                  |
| المنطقة الزمنية                                           | ت ع م+03:00                      | ت ع م+02:00، ت ع م+03:00، توقيت شرق أوروبا، توقيت شرق أوروبا الصيفي ‏ |

## مدن متوأمة
في ما يلي قائمة باتفاقيات التوأمة بين مدن بيلاروسية وقبرصية:
- ترتبط مينسك مع أيا نابا باتفاقية توأمة منذ 1997.[15][15]

## منظمات دولية مشتركة
يشترك البلدان في عضوية مجموعة من المنظمات الدولية، منها:
| علم المنظمة | اسم المنظمة                               | تاريخ انضمام روسيا البيضاء | تاريخ انضمام قبرص |
| ----------- | ----------------------------------------- | -------------------------- | ----------------- |
|             | الاتحاد البريدي العالمي                   | ?                          | ?                 |
|             | منظمة حظر الأسلحة الكيميائية              | ?                          | ?                 |
|             | الأمم المتحدة                             | 24 أكتوبر 1945             | 20 سبتمبر 1960    |
|             | وكالة ضمان الاستثمار متعدد الأطراف        | 3 ديسمبر 1992              | 12 أبريل 1988     |
|             | منظمة الشرطة الجنائية الدولية             | ?                          | ?                 |
|             | مؤسسة التمويل الدولية                     | 2 نوفمبر 1992              | 2 مارس 1962       |
|             | الاتحاد الدولي للاتصالات                  | 7 مايو 1947                | 24 أبريل 1961     |
|             | البنك الدولي للإنشاء والتعمير             | 10 يوليو 1992              | 21 ديسمبر 1961    |
|             | مجموعة الموردين النوويين                  | ?                          | ?                 |
|             | منظمة الأمن والتعاون في أوروبا            | 30 يناير 1992              | 25 يونيو 1973     |
|             | المركز الدولي لتسوية المنازعات الاستشارية | 9 أغسطس 1992               | 25 ديسمبر 1966    |
|             | يونسكو                                    | 12 مايو 1954               | 6 فبراير 1961     |

## وصلات خارجية
- موقع وزارة الخارجية البيلاروسية
- موقع وزارة الخارجية القبرصية